# لاك دباركوت (كيبك)
لاك دباركوت (بالإنجليزية: Lac-Duparquet, Quebec)‏ هي unorganized area of Canada تقع في كندا في Abitibi-Ouest Regional County Municipality. يقدر عدد سكانها بـ 0 نسمة ومساحتها 129.70 كم2 .